# 奧德莉莊園

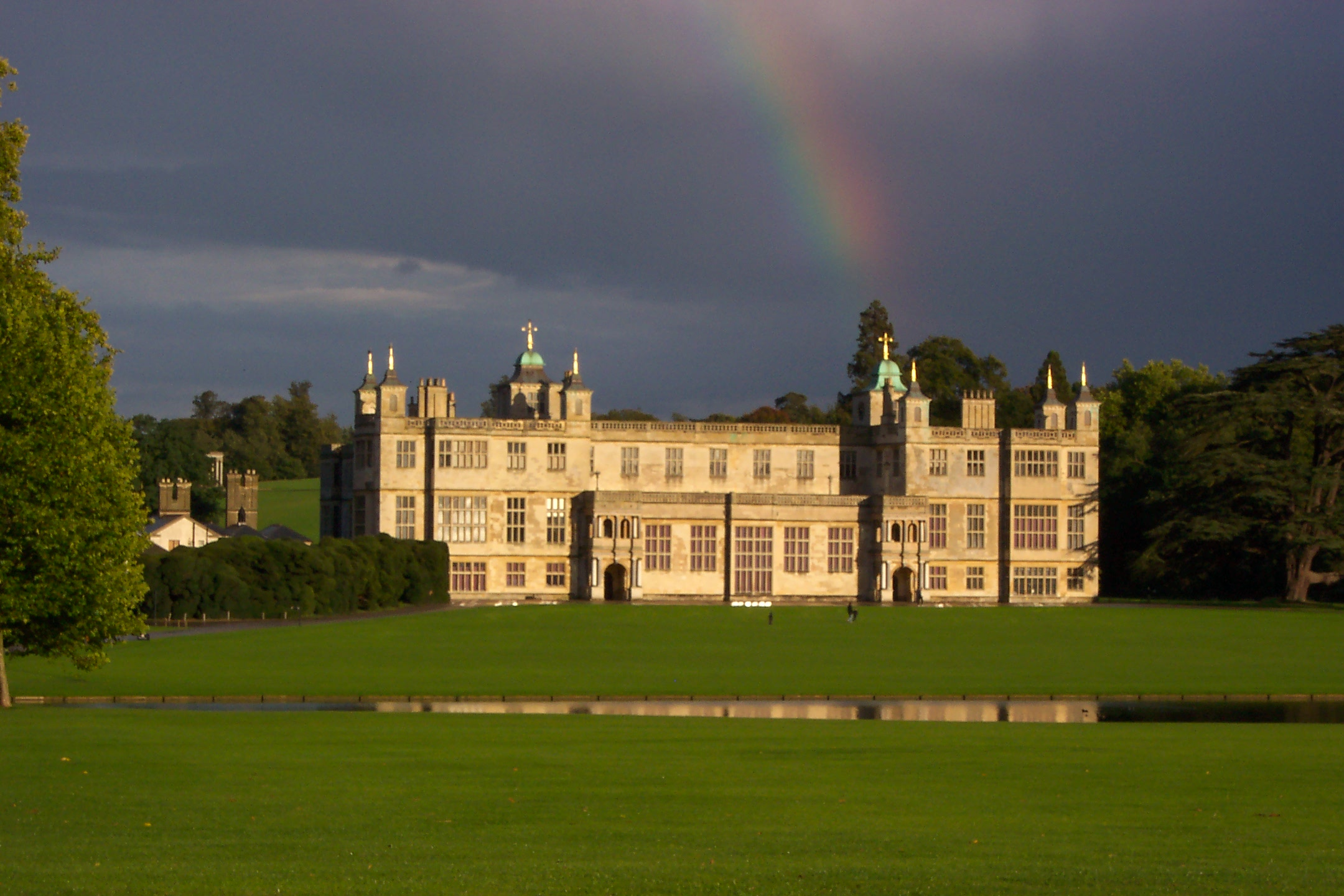
奧德莉莊園

奧德莉莊園（英語：Audley End House）是位於英國英格蘭埃塞克斯郡的一座17世紀早期的英國鄉間別墅。奧德莉莊園是英格蘭最出色的詹姆斯一世時期建築之一。雖然現在奧德莉莊園只有建築當時面積的三分之一，但規模仍然十分龐大，擁有多種不同類型的建築。

## 外部連結
- Audley End information at English Heritage （页面存档备份，存于）
  - Information for Teachers (house) （页面存档备份，存于） — includes floor plans
  - Information for Teachers (gardens) （页面存档备份，存于）
- Images of England (requires free log-in)
- Garden Organic at Audley End （页面存档备份，存于）

52°01′13″N 0°13′11″E / 52.02039°N 0.21961°E